# تاج إيرلاندر
تاج إيرلاندر (بالسويدية: Tage Erlander)‏‏ (13 يونيو 1901 - 21 يونيو 1985 ) سياسي من السويد.

## الجوائز
- الدكتوراة الفخرية من جامعة غوتنبرغ ‏

## روابط خارجية
- تاج إيرلاندر على موقع الموسوعة البريطانية (الإنجليزية)
- تاج إيرلاندر على موقع مونزينجر (الألمانية)
- تاج إيرلاندر على موقع إن إن دي بي (الإنجليزية)